# Episodi de Il carissimo Billy (terza stagione)
La terza stagione della serie televisiva Il carissimo Billy è stata trasmessa in anteprima negli Stati Uniti d'America dalla CBS tra il 3 ottobre 1959 e il 25 giugno 1960.
| nº | Titolo originale         | Titolo italiano | Prima TV USA     | Prima TV Italia |
| -- | ------------------------ | --------------- | ---------------- | --------------- |
| 1  | Blind Date Committee     |                 | 3 ottobre 1959   |                 |
| 2  | Beaver Takes a Bath      |                 | 10 ottobre 1959  |                 |
| 3  | School Bus               |                 | 17 ottobre 1959  |                 |
| 4  | Beaver's Prize           |                 | 24 ottobre 1959  |                 |
| 5  | Baby Picture             |                 | 31 ottobre 1959  |                 |
| 6  | Beaver Takes a Walk      |                 | 7 novembre 1959  |                 |
| 7  | Borrowed Boat            |                 | 14 novembre 1959 |                 |
| 8  | Beaver's Tree            |                 | 21 novembre 1959 |                 |
| 9  | Teacher Comes to Dinner  |                 | 28 novembre 1959 |                 |
| 10 | Beaver's Fortune         |                 | 5 dicembre 1959  |                 |
| 11 | Beaver Makes a Loan      |                 | 12 dicembre 1959 |                 |
| 12 | Beaver the Magician      |                 | 19 dicembre 1959 |                 |
| 13 | June's Birthday          |                 | 26 dicembre 1959 |                 |
| 14 | Tire Trouble             |                 | 2 gennaio 1960   |                 |
| 15 | Larry Hides Out          |                 | 9 gennaio 1960   |                 |
| 16 | Pet Fair                 |                 | 16 gennaio 1960  |                 |
| 17 | Wally's Test             |                 | 23 gennaio 1960  |                 |
| 18 | Beaver's Library Book    |                 | 30 gennaio 1960  |                 |
| 19 | Wally's Election         |                 | 6 febbraio 1960  |                 |
| 20 | Beaver and Andy          |                 | 13 febbraio 1960 |                 |
| 21 | Beaver's Dance           |                 | 20 febbraio 1960 |                 |
| 22 | Larry's Club             |                 | 27 febbraio 1960 |                 |
| 23 | School Sweater           |                 | 5 marzo 1960     |                 |
| 24 | The Hypnotist            |                 | 12 marzo 1960    |                 |
| 25 | Wally and Alma           |                 | 19 marzo 1960    |                 |
| 26 | Beaver's Bike            |                 | 26 marzo 1960    |                 |
| 27 | Wally's Orchid           |                 | 2 aprile 1960    |                 |
| 28 | Ward's Baseball          |                 | 9 aprile 1960    |                 |
| 29 | Beaver's Monkey          |                 | 16 aprile 1960   |                 |
| 30 | Beaver Finds a Wallet    |                 | 23 aprile 1960   |                 |
| 31 | Mother's Day Composition |                 | 30 aprile 1960   |                 |
| 32 | Beaver and Violet        |                 | 7 maggio 1960    |                 |
| 33 | The Spot Removers        |                 | 14 maggio 1960   |                 |
| 34 | Beaver, the Model        |                 | 21 maggio 1960   |                 |
| 35 | Wally, the Businessman   |                 | 28 maggio 1960   |                 |
| 36 | Beaver and Ivanhoe       |                 | 4 giugno 1960    |                 |
| 37 | Wally's Play             |                 | 11 giugno 1960   |                 |
| 38 | The Last Day of School   |                 | 18 giugno 1960   |                 |
| 39 | Beaver's Team            |                 | 25 giugno 1960   |                 |